# Alesanco
Alesanco è un comune spagnolo di 481 abitanti situato nella comunità autonoma di La Rioja.